# Henry Rambusch
Henry Andreas Rambusch (født 16. oktober 1881 i Aarhus, død 20. maj 1954 i København) var en dansk fodboldspiller, elektriker og ingeniør.
Rambusch var søn af Holger Rambusch og blev officer i artilleriet, hvor han 1905 blev udnævnt til sekondløjtnant.
Han startede med fodbold i ØB, hvor han blev indmeldt som 13-årig i 1894. Han skiftede til B 93 som 16-årig i 1897. Han spillede wing for klubbens førstehold i 56 kampe og scorede 34 mål i perioden 1898-1909. Han var med på klubbens første udlandsrejse i 1902 til Ungarn og Bøhmen, hvor alle turens fem kampe blev vundet.
Rambusch vandt guldmedalje med det uofficielle danske hold (bestående af spillere fra KBU) i OL 1906. I den første kamp blev Smyrna besejret 5-1. I finalen førte Danmark 9-0 ved pausen over Athen, der herefter opgav. 
Rambusch opholdt sig i Berlin i 1901-1902, hvor han spillede for Britannia. Han var medlem af B 93's bestyrelse 1916-1917 og var også et par år leder af klubbens juniorafdeling.